# Nordens frihet
Nordens frihet var en tidskrift utgiven av Samfundet Nordens Frihet 1940-1945.
Redaktör och ansvarig utgivare var till och med 1944 Harald Wigforss, därefter Folke Lindberg.